# Apetito
El apetito (del lat. appetītus) es el deseo psicológico de ingerir alimentos. 
La FAO la define como el estado consciente caracterizado por el deseo selectivo de ingerir alimentos, influenciado principalmente por factores sensoriales, ambientales y sociales.
Se diferencia del hambre en que esta última representa la necesidad fisiológica de comer. 
La regulación del apetito es un mecanismo muy complejo en el cual intervienen el cerebro, el sistema digestivo, los depósitos grasos, factores genéticos, factores ambientales, factores psicológicos y las características de los alimentos.
El apetito existe en todas las formas de vida superiores, y sirve para regular el adecuado ingreso de energía para mantener las necesidades metabólicas. Es regulado por una estrecha interacción entre el aparato digestivo, el tejido adiposo y el cerebro. La polifagia (o hiperfagia) es el aumento de la ingesta de alimentos.